# 그 후 (영화)
《그 후》(영어: The Day After)는 2017년 개봉한 대한민국의 드라마 영화이다. 홍상수가 감독과 각본을 맡았다. 2017 칸 영화제 경쟁 부문 진출작이다. - 영화 리뷰

## 캐스팅
- 권해효 : 김봉완 역
- 김민희 : 송아름 역
- 김새벽 : 이창숙 역
- 조윤희 : 송해주 역
- 기주봉
- 박예주
- 강태우 : 중국집 배달부 역